# Tiffany Thomas Kane
Tiffany Thomas Kane (Australia, 9 de agosto de 2001) es una nadadora paralímpica australiana. Representó a Australia en los Juegos Paralímpicos de Río de Janeiro 2016, ganando una medalla de oro y tres de bronce, y en los Juegos Paralímpicos de Tokio 2020 ganando otras 2 medallas de bronce.

## Vida personal
Thomas Kane nació el 9 de agosto de 2001 con hipocondroplasia, un trastorno del desarrollo que causa baja estatura. Asiste a la Escuela Ravenswood para niñas en Sídney, Nueva Gales del Sur.

## Carrera deportiva
Thomas Kane comenzó a nadar a la edad de 3 años. Es una nadadora de la clasificación S6. En 2015, se entrena bajo la dirección de Lach Falvey en el Club de Natación Ravenswood, el mismo club que el doble campeón del mundo y medallista de plata olímpica James Magnussen.  Fue la nadadora australiana más joven seleccionada para competir en los Campeonatos Mundiales de Natación IPC de 2015 en Glasgow, Escocia, después de romper los récords mundiales en los Campeonatos de Natación de Australia de 2015. A la edad de 13 años, en los Campeonatos de Natación IPC de 2015, ganó una medalla de oro en los 100 m braza femenina SB6 en un tiempo récord mundial de 1:34.95, medalla de plata en los 50 m mariposa S6 femenina y medallas de bronce en los 50 m estilo libre S6 femenino y 100 m estilo libre S6 femenino.
 Terminó quinta en los 100 m espalda S6 y séptima en los 4x50 m estilo libre mixto de relevos 20 puntos. Fue galardonada con el premio AIS Discovery del año 2015 de Swimming Australia. En 2015, es becaria del Instituto de Deportes de Nueva Gales del Sur.
En los Campeonatos de Natación de Australia de 2016 en Adelaida, estableció un récord mundial de 43,06 en el S6 femenino al ganar el evento de 50 m pecho de clase múltiple.
En los Juegos Paralímpicos de Río de Janeiro 2016, ganó la medalla de oro en los 100 m de braza SB6 con un tiempo récord paralímpico de 1:35.39. También ganó las medallas de bronce en los 50 m de estilo libre femenino, 50 m de mariposa S6 y 200 m de medley individual SM6.
En la reflexión sobre las carreras en Río, Thomas dice: «Con solo pensar que estoy aquí compitiendo por mi país, no he dejado de intentarlo cada vez. Ha sido un momento tan bueno y lo he disfrutado cada segundo». Continúa diciendo «Quería esa medalla de oro en mi carrera; sabía que tenía que dar lo mejor de mí y es algo tan increíble tenerla a mi alrededor». Tiffany fue oficialmente premiada con la medalla de la Orden de Australia en enero de 2017 por su «servicio al deporte» tras sus logros en Río de Janeiro el año anterior.
En los Campeonatos Mundiales de Para Natación de Londres de 2019, ganó la medalla de oro en los 100 m de braza SB7.

## Reconocimiento
2019 - Australia Programa Paralímpico Nadador del Año —(ganador conjunto con Lakeisha Patterson—.